# Ghumarwin
Ghumarwin è una suddivisione dell'India, classificata come nagar panchayat, di 5.720 abitanti, situata nel distretto di Bilaspur, nello stato federato dell'Himachal Pradesh. In base al numero di abitanti la città rientra nella classe V (da 5.000 a 9.999 persone).

## Geografia fisica
La città è situata a 31° 26' 31 N e 76° 42' 44 E.

## Società

### Evoluzione demografica
Al censimento del 2001 la popolazione di Ghumarwin assommava a 5.720 persone, delle quali 3.005 maschi e 2.715 femmine. I bambini di età inferiore o uguale ai sei anni assommavano a 643, dei quali 344 maschi e 299 femmine. Infine, coloro che erano in grado di saper almeno leggere e scrivere erano 4.468, dei quali 2.393 maschi e 2.075 femmine.